# 瓦礫
| ウィキペディアには「瓦礫」という見出しの百科事典記事はありません（タイトルに「瓦礫」を含むページの一覧/「瓦礫」で始まるページの一覧）。 代わりにウィクショナリーのページ「瓦礫」が役に立つかもしれません。 |